# Museo de los Altos de Chiapas Ex Convento Santo Domingo de Guzmán
El Museo de los Altos de Chiapas Ex Convento Santo Domingo de Guzmán es un recinto integrado con el templo de Santo Domingo de Guzmán perteneciente a la época del barroco latinoamericano, por lo que es de los más tradicionales y representativos de San Cristóbal de Las Casas. 
Se encuentra localizado en la avenida 20 de noviembre, Barrio El Cerrillo.

## Museo
Este museo preserva obras creadas durante el siglo XVII y la mitad del siglo XIX, las cuales ayudan a tanto a la conservación como a la difusión en la sociedad. 

### Comienzo
El Museo de los Altos de Chiapas Ex Convento Santo Domingo de Guzmán comenzó sus actividades en el año de 1984 en la época de Emma Cosío Villegas, pionera en la creación de la primera sala dedicada a San Cristóbal de las Casas. 

### Historia
- 1984: Impulsó la creación de la primera sala de Historia.
- 1989: La Secretaría de Desarrollo Urbano (CEDUI) hizo intervenciones en el museo para mejorar las condiciones.
- 1996: Se creó una segunda sala permanente dedicada a exhibir la colección textil de Francesco Pellizzi.
- 2013: Se reconoció el trabajo de Francesco Pellizzi ante el Ayuntamiento.